# تيري كريستي
تيري كريستي (بالإنجليزية: Terry Christie)‏ (1940 - ) هو مدرب كرة قدم ولاعب كرة قدم بريطاني في مركز الظهير. لعب مع ريث روفرز ونادي دندي وNewtongrange Star F.C. ‏ ونادي ستيرلينغ ألبيون وهاويك رويال ألبرت ‏.